# Чемпионат Австралии по футболу среди женщин
Женская А-лига (англ. A-League Women, спонсорское название Liberty A-League, до 2021 года W-лига, англ. Westfield W-League) — высший дивизион профессионального женского футбола Австралии. Основана в 2008 году как преемница существовавшей до этого Женской национальной футбольной лиги. Членство в лиге закрытое, без регулярной ротации с более низкими дивизионами.
В 2023 году в составе А-лиги насчитывается 12 клубов, в том числе присоединившийся к ней в сезоне 2021/2022 и представляющий Новую Зеландию «Веллингтон Феникс». Сезон проходит по схеме «весна-осень» (применительно для Южного полушария): регулярный сезон начинается в октябре и завершается в марте, после чего чемпионское звание разыгрывается в плей-офф между четырьмя лучшими командами регулярного сезона. Команда-победительница регулярного сезона получает звание «премьер», а команда-победительница финала плей-офф — «чемпион». Наиболее титулованным являеются клубы «Сидней» и «Мельбурн Сити», становившиеся чемпионами 4 раза. В сезоне 2022/2023 премьером и чемпионом стал клуб «Сидней».

## История
W-лига основана в 2008 году, сменив существовавшую ранее Женскую национальную футбольную лигу (Women’s National Soccer League, WNSL) как высший дивизион австралийского женского футбола. В её первом сезоне участвовали восемь клубов, семь из которых (за исключением «Канберра Юнайтед») ранее играли в WNSL. Первый матч новой лиги состоялся 25 октября 2008 года при участии команд «Перт Глори» и «Сидней».
В сезоне 2010/2011 количество команд в лиге упало до семи в связи с ликвидацией клуба «Сентрал Кост Маринерс» из-за финансовых трудностей. В сезоне 2012/2013 к участникам лиги добавилась восьмая команда — «Уэстерн Сидней Уондерерс». В 2015 году число команд увеличилось до девяти в связи с присоединением к лиге клуба «Мельбурн Сити», в своём дебютном сезоне выигравшего все матчи и завоевавшего титулы премьера и чемпиона.
В конце 2020 года лига стала независимой от Футбольной федерации Австралии, став частью структуры Австралийских профессиональных лиг. Вследствие этого перехода изменилось и название соревнования, после ребрендинга в сентябре 2021 года 2021 года называющегося Женской А-лигой. С конца 2021 года в соответствии со спонсорским соглашением используется название Liberty A-League. После этого продолжалось расширение лиги, к которой в сезоне 2021/2022 присоединился клуб «Веллингтон Феникс», а в двух следующих сезонах «Уэстерн Юнайтед» и «Сентрал Кост Маринерс».
В 2019 году, в первый год проведения Женского клубного чемпионата АФК, в нём приняла участие команда W-лиги «Мельбурн Виктори», окончившая турнир на последнем месте в круговом турнире. Вторично принять участие в этом соревновании австралийскую команду (действующих чемпионок «Сидней») пригласили в 2023 году, в преддверии его реорганизации в Женскую Лигу чемпионов АФК.

## Клубы
В сезоне 2023/2024 в лиге представлены 12 клубов из 11 городов Австралии и Новой Зеландии
| Клуб                     | Город                                        | Стадион                  | Начало участия |
| ------------------------ | -------------------------------------------- | ------------------------ | -------------- |
| Аделаида Юнайтед         | Аделаида, Южная Австралия                    | Куперс Стэдиум           | 2008           |
| Брисбен Роар             | Брисбен, Квинсленд                           | Баллимор Стэдиум         | 2008           |
| Веллингтон Феникс        | Веллингтон, Новая Зеландия                   | Скай Стэдиум             | 2021           |
| Канберра Юнайтед         | Канберра, Австралийская столичная территория | Маккеллар Парк           | 2008           |
| Мельбурн Виктори         | Мельбурн, Виктория                           | AAMI Парк                | 2008           |
| Мельбурн Сити            | Мельбурн, Виктория                           | AAMI Парк                | 2015           |
| Ньюкасл Джетс            | Ньюкасл, Новый Южный Уэльс                   | Макдональд Джонс Стэдиум | 2008           |
| Перт Глори               | Перт, Западная Австралия                     | Маседония Парк           | 2008           |
| Сентрал Кост Маринерс    | Госфорд, Новый Южный Уэльс                   | Сентрал Кост Стэдиум     | 2008/2023      |
| Сидней                   | Сидней, Новый Южный Уэльс                    | Джубили Стэдиум          | 2008           |
| Уэстерн Сидней Уондерерс | Сидней, Новый Южный Уэльс                    | Маркони Стэдиум          | 2012           |
| Уэстерн Юнайтед          | Уиндем, Виктория                             | GMHBA Стэдиум            | 2022           |

## Чемпионы и премьеры по сезонам
| Сезон   | Чемпион          | Премьер          |
| ------- | ---------------- | ---------------- |
| 2008/9  | Квинсленд Роар   | Квинсленд Роар   |
| 2009    | Сидней           | Сидней           |
| 2010/11 | Брисбен Роар     | Сидней           |
| 2011/12 | Канберра Юнайтед | Канберра Юнайтед |
| 2012/13 | Сидней           | Брисбен Роар     |
| 2013/14 | Мельбурн Виктори | Канберра Юнайтед |
| 2014    | Канберра Юнайтед | Перт Глори       |
| 2015/16 | Мельбурн Сити    | Мельбурн Сити    |
| 2016/17 | Мельбурн Сити    | Канберра Юнайтед |
| 2017/18 | Мельбурн Сити    | Брисбен Роар     |
| 2018/19 | Сидней           | Мельбурн Сити    |
| 2019/20 | Мельбурн Сити    | Мельбурн Сити    |
| 2020/21 | Мельбурн Виктори | Сидней           |
| 2021/22 | Мельбурн Виктори | Сидней           |
| 2022/23 | Сидней           | Сидней           |

## Рекорды
Статистика после окончания сезона 2023/2024. Голубым цветом выделены футболистки, продолжающие активную игровую карьеру

### Наибольшее количество матчей
| Место | Игрок           | Матчей |
| ----- | --------------- | ------ |
| 1     | Мишель Хейман   | 181    |
| 2     | Тамика Яллоп    | 159    |
| 3     | Ким Кэрролл     | 158    |
| 4     | Тереза Полиас   | 157    |
| 5     | Кассиди Дэвис   | 153    |
| 6     | Клэр Полкингхом | 152    |
| 7     | Кейтлин Купер   | 151    |
| 7     | Джема Саймон    | 151    |
| 9     | Эмма Чекер      | 150    |
| 10    | Кейси Дюмон     | 148    |

### Наибольшее количество голов
| Место | Игрок          | Голов |
| ----- | -------------- | ----- |
| 1     | Мишель Хейман  | 111   |
| 2     | Сэм Керр       | 70    |
| 3     | Тамика Яллоп   | 63    |
| 4     | Эмили Джелник  | 54    |
| 5     | Кайя Саймон    | 53    |
| 6     | Лина Хамис     | 45    |
| 6     | Тара Эндрюс    | 45    |
| 8     | Эшли Сайкс     | 44    |
| 9     | Кейт Гилл      | 42    |
| 9     | Лайза де Ванна | 42    |